# Jankowice (powiat grójecki)
Jankowice – wieś sołecka w Polsce położona w województwie mazowieckim, w powiecie grójeckim, w gminie Nowe Miasto nad Pilicą.
W latach 1975–1998 miejscowość należała administracyjnie do województwa radomskiego.
Przez wieś przebiega droga wojewódzka nr 707.
W 1966 roku założona została Ochotnicza Straż Pożarna w Jankowicach.